# Championnats du monde de biathlon 2016
Navigation
Kontiolahti 2015 Hochfilzen 2017
La 53e édition des Championnats du monde de biathlon, organisée par l'Union Internationale de Biathlon, se déroule du 3 au 13 mars 2016 à Oslo en Norvège, dans le stade d'Holmenkollen rempli jour après jour par plusieurs dizaines de milliers de supporters enthousiastes. Arrivé à Oslo en leader de la plupart des classements de la Coupe du monde, Martin Fourcade assoit sa suprématie en remportant cinq médailles dont quatre titres gagnés dans le stade d'Holmenkollen, ce qui lui permet de consolider sa position et de finalement réaliser un grand chelem sur la Coupe du monde 2015-2016.
La France réalise les meilleurs Mondiaux de son histoire et termine première nation avec onze médailles dont six en or. Marie Dorin-Habert est la biathlète la plus médaillée de ces championnats, hommes et femmes confondus, en montant sur le podium des six courses qu'elle dispute, avec les médailles d'or du relais mixte, de l'individuel et de la mass start. Martin Fourcade remporte pour sa part le plus grand nombre de titres grâce à ses victoires dans le relais mixte, le sprint, la poursuite et l'individuel. Il ajoute une médaille d'argent lors de la dernière course, la mass start, derrière Johannes Thingnes Bø. Le seul titre qui ne revient pas à la France ou à la Norvège (qui règne sur les relais hommes et dames) est remporté par Laura Dahlmeier dans la poursuite féminine. Enfin, à l'âge de 42 ans, Ole Einar Bjørndalen porte son record de médailles mondiales à quarante-quatre dont vingt titres, en terminant quatre fois sur le podium à Oslo : argent dans le sprint et la poursuite, or en relais avec la Norvège et bronze à l'arrivée de la mass start.

## Calendrier
| Heure | Horaire local de l'épreuve (UTC +1) |

| Épreuves ou évènements | Épreuves ou évènements             | Calendrier | Calendrier | Calendrier | Calendrier | Calendrier | Calendrier | Calendrier | Calendrier | Calendrier | Calendrier | Calendrier | Calendrier |  |
| Épreuves ou évènements | Épreuves ou évènements             | M          | J          | V          | S          | D          | L          | M          | M          | J          | V          | S          | D          |  |
| Épreuves ou évènements | Épreuves ou évènements             | 2          | 3          | 4          | 5          | 6          | 7          | 8          | 9          | 10         | 11         | 12         | 13         |  |
| Épreuves ou évènements | Épreuves ou évènements             | Mars 2016  |            |            |            |            |            |            |            |            |            |            |            |  |
| Cérémonie d'ouverture  | Cérémonie d'ouverture              | •          |            |            |            |            |            |            |            |            |            |            |            |  |
|                        |                                    |            |            |            |            |            |            |            |            |            |            |            |            |  |
| Hommes                 |                                    |            |            |            |            |            |            |            |            |            |            |            |            |  |
| Individuel (20 km)     |                                    |            |            |            |            |            |            |            | 15 h 30    |            |            |            |            |  |
| Sprint (10 km)         |                                    |            |            | 11 h 30    |            |            |            |            |            |            |            |            |            |  |
| Poursuite (12,5 km)    |                                    |            |            |            | 13 h 30    |            |            |            |            |            |            |            |            |  |
| Mass Start (15 km)     |                                    |            |            |            |            |            |            |            |            |            |            | 16 h 00    |            |  |
| Relais (4 × 7,5 km)    |                                    |            |            |            |            |            |            |            |            |            | 15 h 30    |            |            |  |
|                        |                                    |            |            |            |            |            |            |            |            |            |            |            |            |  |
| Femmes                 |                                    |            |            |            |            |            |            |            |            |            |            |            |            |  |
| Individuel (15 km)     |                                    |            |            |            |            |            |            | 13 h 00    |            |            |            |            |            |  |
| Sprint (7,5 km)        |                                    |            |            | 14 h 30    |            |            |            |            |            |            |            |            |            |  |
| Poursuite (10 km)      |                                    |            |            |            | 15 h 45    |            |            |            |            |            |            |            |            |  |
| Mass Start (12,5 km)   |                                    |            |            |            |            |            |            |            |            |            |            | 13 h 00    |            |  |
| Relais (4 × 6 km)      |                                    |            |            |            |            |            |            |            |            | 15 h 30    |            |            |            |  |
|                        |                                    |            |            |            |            |            |            |            |            |            |            |            |            |  |
| Mixte                  | Relais (2 × 6 km F + 2 × 7,5 km H) |            | 15 h 30    |            |            |            |            |            |            |            |            |            |            |  |
|                        |                                    |            |            |            |            |            |            |            |            |            |            |            |            |  |

## Tableau des médailles
| Rang   | Pays      | Or | Argent | Bronze | Ensemble |
| ------ | --------- | -- | ------ | ------ | -------- |
| 1      | France    | 6  | 4      | 1      | 11       |
| 2      | Norvège   | 4  | 2      | 3      | 9        |
| 3      | Allemagne | 1  | 3      | 3      | 7        |
| 4      | Autriche  | 0  | 1      | 1      | 2        |
| 5      | Italie    | 0  | 1      | 0      | 1        |
| 6      | Canada    | 0  | 0      | 1      | 1        |
| 6      | Finlande  | 0  | 0      | 1      | 1        |
| 6      | Ukraine   | 0  | 0      | 1      | 1        |
| Totaux | Totaux    | 11 | 11     | 11     | 33       |

## Athlètes multi-médaillés
| Rang          | Athlète              | Or | Argent | Bronze | Total |
| ------------- | -------------------- | -- | ------ | ------ | ----- |
| 1             | Martin Fourcade      | 4  | 1      | 0      | 5     |
| 2             | Marie Dorin-Habert   | 3  | 2      | 1      | 6     |
| 3             | Johannes Thingnes Bø | 2  | 0      | 1      | 3     |
| 3             | Tiril Eckhoff        | 2  | 0      | 1      | 3     |
| 5             | Ole Einar Bjørndalen | 1  | 2      | 1      | 4     |
| 6             | Anaïs Bescond        | 1  | 2      | 0      | 3     |
| 7             | Laura Dahlmeier      | 1  | 1      | 3      | 5     |
| 8             |                      |    |        |        |       |
| Tarjei Bø     | 1                    | 0  | 1      | 2      |       |
| Marte Olsbu   | 1                    | 0  | 1      | 2      |       |
| Emil Svendsen | 1                    | 0  | 1      | 2      |       |
| 11            | Arnd Peiffer         | 0  | 2      | 0      | 2     |
| 11            | Simon Schempp        | 0  | 2      | 0      | 2     |
| 13            | Franziska Hildebrand | 0  | 1      | 1      | 2     |

## Podiums

### Hommes
| Épreuves                              | Or                                                                                     | Argent                                                                | Bronze                                                           |
| ------------------------------------- | -------------------------------------------------------------------------------------- | --------------------------------------------------------------------- | ---------------------------------------------------------------- |
| Individuel 20 km résultats détaillés  | Martin Fourcade France                                                                 | Dominik Landertinger Autriche                                         | Simon Eder Autriche                                              |
| Sprint 10 km résultats détaillés      | Martin Fourcade France                                                                 | Ole Einar Bjørndalen Norvège                                          | Serhiy Semenov Ukraine                                           |
| Poursuite 12,5 km résultats détaillés | Martin Fourcade France                                                                 | Ole Einar Bjørndalen Norvège                                          | Emil Hegle Svendsen Norvège                                      |
| Mass Start 15 km résultats détaillés  | Johannes Thingnes Bø Norvège                                                           | Martin Fourcade France                                                | Ole Einar Bjørndalen Norvège                                     |
| Relais 4 × 7,5 km résultats détaillés | Norvège- Ole Einar Bjørndalen - Tarjei Bø - Johannes Thingnes Bø - Emil Hegle Svendsen | Allemagne- Erik Lesser - Benedikt Doll - Arnd Peiffer - Simon Schempp | Canada- Christian Gow - Nathan Smith - Scott Gow - Brendan Green |

### Femmes

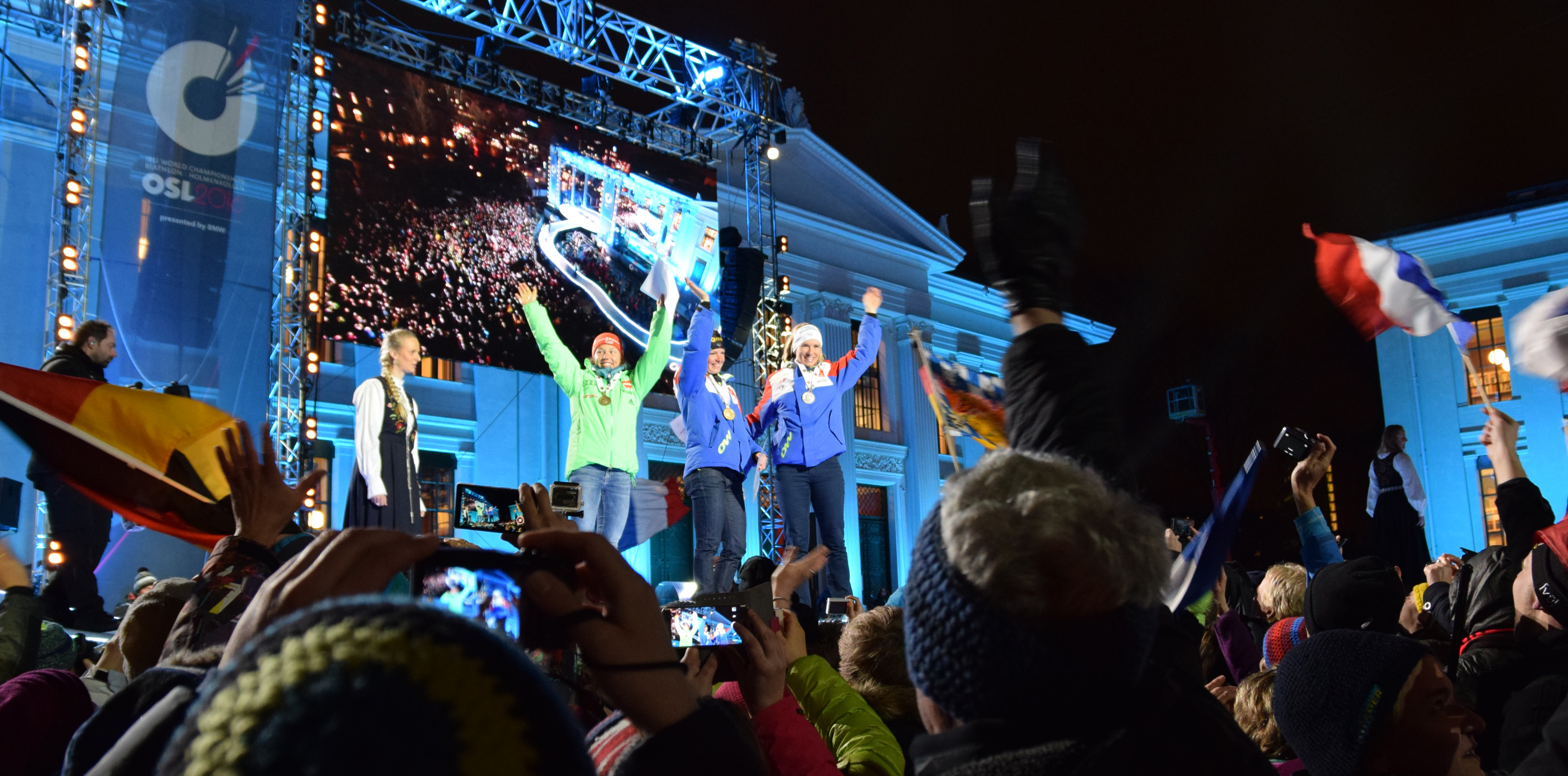
Laura Dahlmeier, Marie Dorin-Habert et Anaïs Bescond lors de la cérémonie du podium de l'individuel (15 km).

| Épreuves                               | Or                                                                             | Argent                                                                         | Bronze                                                                                    |
| -------------------------------------- | ------------------------------------------------------------------------------ | ------------------------------------------------------------------------------ | ----------------------------------------------------------------------------------------- |
| Individuel 15 km résultats détaillés   | Marie Dorin-Habert France                                                      | Anaïs Bescond France                                                           | Laura Dahlmeier Allemagne                                                                 |
| Sprint 7,5 km résultats détaillés      | Tiril Eckhoff Norvège                                                          | Marie Dorin-Habert France                                                      | Laura Dahlmeier Allemagne                                                                 |
| Poursuite 10 km résultats détaillés    | Laura Dahlmeier Allemagne                                                      | Dorothea Wierer Italie                                                         | Marie Dorin-Habert France                                                                 |
| Mass Start 12,5 km résultats détaillés | Marie Dorin-Habert France                                                      | Laura Dahlmeier Allemagne                                                      | Kaisa Mäkäräinen Finlande                                                                 |
| Relais 4 × 6 km résultats détaillés    | Norvège- Synnøve Solemdal - Fanny Horn Birkeland - Tiril Eckhoff - Marte Olsbu | France- Justine Braisaz - Anaïs Bescond - Anaïs Chevalier - Marie Dorin-Habert | Allemagne- Franziska Preuß - Franziska Hildebrand - Maren Hammerschmidt - Laura Dahlmeier |

### Mixte
| Épreuves                                         | Or                                                                                    | Argent                                                                           | Bronze                                                                  |
| ------------------------------------------------ | ------------------------------------------------------------------------------------- | -------------------------------------------------------------------------------- | ----------------------------------------------------------------------- |
| Relais 2 × 6 km + 2 × 7,5 km résultats détaillés | France- Anaïs Bescond - Marie Dorin-Habert - Quentin Fillon Maillet - Martin Fourcade | Allemagne- Franziska Preuß - Franziska Hildebrand - Arnd Peiffer - Simon Schempp | Norvège- Marte Olsbu - Tiril Eckhoff - Johannes Thingnes Bø - Tarjei Bø |

## Résultats détaillés

### Hommes

#### Individuel (20 km)
| Rang               | Biathlète            | Minutes de pénalité | Résultat      | Retard         |
| ------------------ | -------------------- | ------------------- | ------------- | -------------- |
| Médaille d'or      | Martin Fourcade      | 0+1+0+0             | 49 min 13 s 9 | —              |
| Médaille d'argent  | Dominik Landertinger | 0+0+0+0             | 49 min 19 s 0 | + 5 s 1        |
| Médaille de bronze | Simon Eder           | 0+0+0+0             | 49 min 28 s 3 | + 14 s 4       |
| 4                  | Johannes Thingnes Bø | 0+0+0+1             | 50 min 11 s 1 | + 57 s 2       |
| 5                  | Michal Krčmář        | 0+0+0+0             | 50 min 30 s 3 | + 1 min 16 s 4 |
| 6                  | Jakov Fak            | 0+0+1+0             | 50 min 54 s 3 | + 1 min 40 s 4 |
| 7                  | Erik Lesser          | 0+1+0+0             | 51 min 8 s 6  | + 1 min 54 s 7 |
| 8                  | Evgeniy Garanichev   | 0+1+1+0             | 51 min 18 s 5 | + 2 min 4 s 6  |
| 9                  | Andreas Birnbacher   | 0+0+1+0             | 51 min 25 s 8 | + 2 min 11 s 9 |
| 10                 | Simon Fourcade       | 1+0+0+1             | 51 min 32 s 3 | + 2 min 18 s 4 |

#### Sprint (10 km)
| Rang               | Biathlète            | Temps         | Fautes | Retard   |
| ------------------ | -------------------- | ------------- | ------ | -------- |
| Médaille d'or      | Martin Fourcade      | 25 min 35 s 4 | 0+0    | —        |
| Médaille d'argent  | Ole Einar Bjørndalen | 26 min 2 s 3  | 0+0    | + 26 s 9 |
| Médaille de bronze | Serhiy Semenov       | 26 min 3 s 0  | 0+0    | + 27 s 6 |
| 4                  | Johannes Thingnes Bø | 26 min 10 s 9 | 0+1    | + 35 s 5 |
| 5                  | Dominik Windisch     | 26 min 14 s 9 | 1+0    | + 39 s 5 |
| 6                  | Evgeniy Garanichev   | 26 min 15 s 8 | 0+1    | + 40 s 4 |
| 7                  | Arnd Peiffer         | 26 min 17 s 5 | 0+0    | + 42 s 1 |
| 8                  | Simon Schempp        | 26 min 19 s 2 | 1+0    | + 43 s 8 |
| 9                  | Dominik Landertinger | 26 min 21 s 4 | 1+0    | + 46 s 0 |
| 10                 | Vladimir Iliev       | 26 min 27 s 6 | 0+1    | + 52 s 2 |

#### Poursuite (12,5 km)
| Rang               | Biathlète              | Temps         | Fautes  | Retard   |
| ------------------ | ---------------------- | ------------- | ------- | -------- |
| Médaille d'or      | Martin Fourcade        | 32 min 56 s 5 | 0+0+1+2 | —        |
| Médaille d'argent  | Ole Einar Bjørndalen   | 33 min 16 s 6 | 1+0+0+1 | + 20 s 1 |
| Médaille de bronze | Emil Hegle Svendsen    | 33 min 27 s 7 | 0+0+0+1 | + 31 s 2 |
| 4                  | Johannes Thingnes Bø   | 33 min 34 s 8 | 0+2+0+1 | + 38 s 3 |
| 5                  | Jakov Fak              | 33 min 38 s 4 | 0+0+0+0 | + 41 s 9 |
| 6                  | Simon Desthieux        | 33 min 39 s 4 | 0+0+0+0 | + 42 s 9 |
| 7                  | Erik Lesser            | 33 min 39 s 8 | 0+0+0+2 | + 43 s 3 |
| 8                  | Serhiy Semenov         | 33 min 46 s 5 | 1+0+1+1 | + 50 s 0 |
| 9                  | Anton Shipulin         | 33 min 56 s 4 | 0+0+0+1 | + 59 s 9 |
| 10                 | Quentin Fillon Maillet | 33 min 56 s 4 | 0+1+1+0 | + 59 s 9 |

#### Mass Start (15 km)
| Rang               | Biathlète            | Temps         | Fautes  | Retard   |
| ------------------ | -------------------- | ------------- | ------- | -------- |
| Médaille d'or      | Johannes Thingnes Bø | 37 min 5 s 1  | 0+0+1+0 | —        |
| Médaille d'argent  | Martin Fourcade      | 37 min 7 s 9  | 1+0+0+0 | + 2 s 8  |
| Médaille de bronze | Ole Einar Bjørndalen | 37 min 11 s 8 | 0+0+0+0 | + 6 s 7  |
| 4                  | Dominik Windisch     | 37 min 24 s 9 | 1+0+0+1 | + 19 s 8 |
| 5                  | Arnd Peiffer         | 37 min 25 s 0 | 1+0+0+0 | + 19 s 9 |
| 6                  | Tarjei Bø            | 37 min 26 s 9 | 1+1+0+0 | + 21 s 8 |
| 7                  | Jakov Fak            | 37 min 27 s 0 | 0+0+1+0 | + 21 s 9 |
| 8                  | Serhiy Semenov       | 37 min 36 s 7 | 0+0+0+0 | + 31 s 6 |
| 9                  | Anton Shipulin       | 37 min 46 s 1 | 0+1+0+1 | + 41 s 0 |
| 10                 | Lowell Bailey        | 37 min 46 s 8 | 0+0+0+1 | + 41 s 7 |

#### Relais (4 × 7,5 km)
| Rang               | Biathlètes                                                                      | Temps (par biathlète)                                                     | Pén. + Pioches (par biathlète) | Retard         |
| ------------------ | ------------------------------------------------------------------------------- | ------------------------------------------------------------------------- | ------------------------------ | -------------- |
| Médaille d'or      | Norvège Ole Einar Bjørndalen Tarjei Bø Johannes Thingnes Bø Emil Hegle Svendsen | 1 h 13 min 16 s 8 18 min 9 s 3 18 min 1 s 9 18 min 3 s 1 19 min 2 s 5     | 0+6 0+2 0+0 0+2                | —              |
| Médaille d'argent  | Allemagne Erik Lesser Benedikt Doll Arnd Peiffer Simon Schempp                  | 1 h 13 min 28 s 3 18 min 0 s 2 18 min 9 s 3 18 min 32 s 2 18 min 44 s 6   | 0+5 0+0 0+2 0+1                | + 11 s 5       |
| Médaille de bronze | Canada Christian Gow Nathan Smith Scott Gow Brendan Green                       | 1 h 13 min 40 s 2 18 min 14 s 9 17 min 57 s 5 18 min 36 s 3 18 min 51 s 5 | 0+5 0+0 0+2 0+3 0+0            | + 23 s 4       |
| 4                  | Autriche Sven Grosseger Simon Eder Julian Eberhard Dominik Landertinger         | 1 h 14 min 10 s 3 18 min 32 s 3 17 min 46 s 2 19 min 3 s 8 18 min 48 s 0  | 1+10 0+3 0+1 1+5 0+1           | + 53 s 5       |
| 5                  | Tchéquie Michal Krčmář Jaroslav Soukup Ondřej Moravec Michal Šlesingr           | 1 h 14 min 11 s 2 18 min 7 s 7 18 min 14 s 4 19 min 3 s 2 18 min 45 s 9   | 0+7 0+1 0+3 0+2                | + 54 s 4       |
| 6                  | Russie Maxim Tsvetkov Evgeniy Garanichev Anton Babikov Anton Shipulin           | 1 h 14 min 23 s 2 18 min 25 s 2 18 min 50 s 8 18 min 44 s 1 18 min 23 s 1 | 1+7 0+0 1+3 0+2                | + 1 min 6 s 4  |
| 7                  | Suède Torstein Stenersen Jesper Nelin Peppe Femling Fredrik Lindström           | 1 h 14 min 23 s 4 18 min 24 s 3 18 min 15 s 2 19 min 10 s 6 18 min 33 s 3 | 0+10 0+3 0+1 0+4 0+2           | + 1 min 6 s 6  |
| 8                  | États-Unis Lowell Bailey Leif Nordgren Tim Burke Sean Doherty                   | 1 h 14 min 44 s 1 18 min 7 s 4 19 min 9 s 0 18 min 33 s 0 18 min 54 s 7   | 0+5 0+1 0+2 0+1                | + 1 min 27 s 3 |
| 9                  | France Simon Fourcade Simon Desthieux Quentin Fillon Maillet Martin Fourcade    | 1 h 15 min 14 s 5 18 min 31 s 2 18 min 50 s 8 18 min 58 s 1 18 min 54 s 4 | 0+10 0+4 0+3 0+0               | + 1 min 57 s 5 |
| 10                 | Suisse Jeremy Finello Serafin Wiestner Benjamin Weger Mario Dolder              | 1 h 15 min 22 s 6 19 min 14 s 2 17 min 59 s 0 18 min 45 s 3 19 min 24 s 1 | 0+7 0+2 0+1 0+3                | + 2 min 5 s 8  |

### Femmes

#### Individuel (15 km)
| Rang               | Biathlète            | Minutes de pénalité | Résultat      | Retard         |
| ------------------ | -------------------- | ------------------- | ------------- | -------------- |
| Médaille d'or      | Marie Dorin-Habert   | 0+0+0+1             | 44 min 2 s 8  | —              |
| Médaille d'argent  | Anaïs Bescond        | 0+0+0+1             | 44 min 15 s 0 | + 12 s 2       |
| Médaille de bronze | Laura Dahlmeier      | 1+0+1+0             | 45 min 20 s 6 | + 1 min 17 s 8 |
| 4                  | Veronika Vítková     | 0+1+0+0             | 45 min 29 s 6 | + 1 min 26 s 8 |
| 5                  | Gabriela Soukalová   | 1+0+0+1             | 45 min 39 s 6 | + 1 min 36 s 8 |
| 6                  | Franziska Hildebrand | 1+0+0+0             | 45 min 40 s 5 | + 1 min 37 s 7 |
| 7                  | Krystyna Guzik       | 0+0+1+0             | 45 min 42 s 2 | + 1 min 39 s 4 |
| 8                  | Dorothea Wierer      | 1+1+0+0             | 45 min 46 s 1 | + 1 min 43 s 3 |
| 9                  | Iryna Varvynets      | 0+0+0+1             | 45 min 59 s 1 | + 1 min 56 s 3 |
| 10                 | Alexia Runggaldier   | 1+0+0+0             | 46 min 0 s 3  | + 1 min 57 s 5 |

#### Sprint (7,5 km)
| Rang               | Biathlète            | Temps         | Fautes | Retard   |
| ------------------ | -------------------- | ------------- | ------ | -------- |
| Médaille d'or      | Tiril Eckhoff        | 21 min 10 s 0 | 0+0    | —        |
| Médaille d'argent  | Marie Dorin-Habert   | 21 min 25 s 8 | 0+0    | + 15 s 0 |
| Médaille de bronze | Laura Dahlmeier      | 21 min 30 s 6 | 1+0    | + 19 s 8 |
| 4                  | Gabriela Soukalová   | 21 min 48 s 6 | 1+0    | + 37 s 8 |
| 5                  | Dorothea Wierer      | 21 min 49 s 0 | 0+0    | + 38 s 2 |
| 6                  | Mona Brorsson        | 21 min 54 s 7 | 0+0    | + 43 s 9 |
| 7                  | Veronika Vitková     | 21 min 56 s 8 | 0+0    | + 46 s 0 |
| 8                  | Susan Dunklee        | 21 min 59 s 0 | 0+1    | + 48 s 2 |
| 9                  | Kaisa Mäkäräinen     | 21 min 59 s 3 | 0+1    | + 48 s 5 |
| 10                 | Franziska Hildebrand | 22 min 1 s 7  | 0+0    | + 50 s 9 |

#### Poursuite (10 km)
| Rang               | Biathlète            | Temps         | Fautes  | Retard         |
| ------------------ | -------------------- | ------------- | ------- | -------------- |
| Médaille d'or      | Laura Dahlmeier      | 30 min 49 s 2 | 0+0+0+0 | —              |
| Médaille d'argent  | Dorothea Wierer      | 31 min 37 s 5 | 0+1+1+0 | + 48 s 3       |
| Médaille de bronze | Marie Dorin-Habert   | 31 min 46 s 5 | 0+0+2+1 | + 57 s 3       |
| 4                  | Franziska Hildebrand | 31 min 51 s 0 | 1+0+0+0 | + 1 min 1 s 8  |
| 5                  | Olena Pidhrushna     | 32 min 7 s 8  | 0+0+1+0 | + 1 min 18 s 6 |
| 6                  | Franziska Preuß      | 32 min 8 s 2  | 0+0+0+0 | + 1 min 19 s 0 |
| 7                  | Kaisa Mäkäräinen     | 32 min 29 s 2 | 2+0+2+0 | + 1 min 40 s 0 |
| 8                  | Veronika Vitková     | 32 min 31 s 7 | 1+0+2+0 | + 1 min 42 s 5 |
| 9                  | Juliya Dzhyma        | 32 min 37 s 4 | 0+0+1+0 | + 1 min 48 s 2 |
| 10                 | Susan Dunklee        | 32 min 41 s 7 | 0+1+3+0 | + 1 min 52 s 5 |

#### Mass Start (12,5 km)
| Rang               | Biathlète            | Temps         | Fautes  | Retard   |
| ------------------ | -------------------- | ------------- | ------- | -------- |
| Médaille d'or      | Marie Dorin-Habert   | 35 min 28 s 5 | 0+0+0+0 | —        |
| Médaille d'argent  | Laura Dahlmeier      | 35 min 35 s 8 | 0+0+1+0 | + 7 s 3  |
| Médaille de bronze | Kaisa Mäkäräinen     | 35 min 36 s 6 | 0+0+1+0 | + 8 s 1  |
| 4                  | Gabriela Soukalová   | 35 min 59 s 4 | 0+1+0+0 | + 30 s 9 |
| 5                  | Anaïs Bescond        | 36 min 7 s 7  | 1+0+1+0 | + 39 s 2 |
| 6                  | Veronika Vítková     | 36 min 11 s 2 | 1+0+0+1 | + 42 s 7 |
| 7                  | Marte Olsbu          | 36 min 12 s 4 | 1+0+2+0 | + 43 s 9 |
| 8                  | Franziska Preuß      | 36 min 12 s 7 | 1+0+1+0 | + 44 s 2 |
| 9                  | Fanny Horn Birkeland | 36 min 19 s 6 | 1+0+1+0 | + 51 s 1 |
| 10                 | Nadezhda Skardino    | 36 min 20 s 5 | 0+0+0+0 | + 52 s 0 |

#### Relais (4 × 6 km)
| Rang               | Biathlètes                                                                         | Temps (par biathlète)                                                     | Pén. + Pioches (par biathlète) | Retard         |
| ------------------ | ---------------------------------------------------------------------------------- | ------------------------------------------------------------------------- | ------------------------------ | -------------- |
| Médaille d'or      | Norvège Synnøve Solemdal Fanny Horn Birkeland Tiril Eckhoff Marte Olsbu            | 1 h 7 min 10 s 0 16 min 39 s 0 17 min 2 s 9 16 min 19 s 4 17 min 8 s 7    | 0+6 0+0 0+2 0+0 0+4            | —              |
| Médaille d'argent  | France Justine Braisaz Anaïs Bescond Anaïs Chevalier Marie Dorin-Habert            | 1 h 7 min 15 s 3 17 min 26 s 9 16 min 10 s 9 16 min 52 s 1 16 min 46 s 4  | 0+8 0+5 0+0 0+1 0+2            | + 5 s 3        |
| Médaille de bronze | Allemagne Franziska Preuß Franziska Hildebrand Maren Hammerschmidt Laura Dahlmeier | 1 h 7 min 38 s 6 16 min 49 s 2 16 min 42 s 8 16 min 52 s 6 17 min 14 s 0  | 0+4 0+2 0+0 0+2 0+0            | + 28 s 6       |
| 4                  | Pologne Magdalena Gwizdoń Monika Hojnisz Weronika Nowakowska Krystyna Guzik        | 1 h 8 min 18 s 4 16 min 50 s 0 16 min 42 s 5 17 min 33 s 6 17 min 12 s 3  | 0+7 0+2 0+1 0+2                | + 1 min 8 s 4  |
| 5                  | Ukraine Valj Semerenko Iryna Varvynets Olena Pidhrushna Juliya Dzhyma              | 1 h 8 min 37 s 7 16 min 48 s 5 16 min 43 s 6 17 min 39 s 9 17 min 25 s 7  | 1+5 0+0 1+3 0+2                | + 1 min 27 s 7 |
| 6                  | Tchéquie Jessica Jislová Gabriela Soukalová Lucie Charvátová Veronika Vítková      | 1 h 8 min 59 s 3 17 min 26 s 5 17 min 10 s 0 18 min 30 s 7 16 min 52 s 1  | 3+6 0+3 0+0 3+3 0+0            | + 1 min 49 s 3 |
| 7                  | Italie Lisa Vittozzi Karin Oberhofer Alexia Runggaldier Dorothea Wierer            | 1 h 8 min 59 s 3 17 min 17 s 1 17 min 1 s 1 16 min 54 s 4 17 min 46 s 7   | 1+8 0+2 0+0 1+4                | + 1 min 49 s 3 |
| 8                  | Kazakhstan Galina Vishnevskaya Darya Usanova Anna Kistanova Alina Raikova          | 1 h 9 min 18 s 4 16 min 44 s 1 16 min 51 s 8 17 min 17 s 1 18 min 25 s 4  | 0+7 0+0 0+1 0+2 0+4            | + 2 min 8 s 4  |
| 9                  | Slovénie Andreja Mali Teja Gregorin Anja Erzen Urška Poje                          | 1 h 10 min 4 s 9 16 min 54 s 0 16 min 44 s 6 17 min 26 s 9 18 min 59 s 4  | 0+5 0+1 0+0 0+2                | + 2 min 54 s 9 |
| 10                 | Suède Anna Magnusson Mona Brorsson Ingela Andersson Linn Persson                   | 1 h 10 min 14 s 6 17 min 26 s 0 16 min 49 s 4 17 min 14 s 6 18 min 44 s 6 | 1+6 0+1 0+0 0+1 1+4            | + 3 min 4 s 6  |

### Mixte

#### Relais (2 × 6 km + 2 × 7,5 km)
| Rang               | Biathlètes                                                                       | Temps (par biathlète)                                                     | Pén. + Pioches (par biathlète) | Retard         |
| ------------------ | -------------------------------------------------------------------------------- | ------------------------------------------------------------------------- | ------------------------------ | -------------- |
| Médaille d'or      | France Anaïs Bescond Marie Dorin-Habert Quentin Fillon Maillet Martin Fourcade   | 1 h 14 min 1 s 0 18 min 10 s 7 17 min 34 s 2 19 min 4 s 5 19 min 11 s 6   | 0 + 8 0 + 3 0 + 1 0 + 3 0 + 1  | —              |
| Médaille d'argent  | Allemagne Franziska Preuss Franziska Hildebrand Arnd Peiffer Simon Schempp       | 1 h 14 min 5 s 3 17 min 51 s 8 17 min 52 s 9 19 min 4 s 9 19 min 15 s 7   | 0 + 7 0 + 2 0 + 1 0 + 2        | + 4 s 3        |
| Médaille de bronze | Norvège Marte Olsbu Tiril Eckhoff Johannes Thingnes Bø Tarjei Bø                 | 1 h 14 min 15 s 4 17 min 37 s 1 18 min 7 s 4 19 min 5 s 7 19 min 25 s 2   | 0 + 10 0 + 1 0 + 4 0 + 2 0 + 3 | + 14 s 4       |
| 4                  | Ukraine Valj Semerenko Olena Pidhrushna Serhiy Semenov Dmytro Pidruchnyi         | 1 h 14 min 30 s 8 17 min 51 s 7 17 min 53 s 2 19 min 4 s 3 19 min 41 s 6  | 0 + 9 0 + 2 0 + 4 0 + 1 0 + 2  | + 29 s 8       |
| 5                  | Autriche Dunja Zdouc Lisa Theresa Hauser Simon Eder Dominik Landertinger         | 1 h 15 min 8 s 1 19 min 2 s 9 18 min 10 s 3 18 min 54 s 4 19 min 0 s 5    | 0 + 3 0 + 2 0 + 0 0 + 1 0 + 0  | + 1 min 7 s 1  |
| 6                  | Tchéquie Veronika Vítková Gabriela Soukalová Michal Šlesingr Michal Krčmář       | 1 h 15 min 24 s 3 18 min 44 s 2 17 min 36 s 7 19 min 18 s 2 19 min 45 s 2 | 0 + 5 0 + 0 0 + 0              | + 1 min 23 s 3 |
| 7                  | Russie Ekaterina Shumilova Ekaterina Yurlova Evgeniy Garanichev Anton Shipulin   | 1 h 15 min 33 s 9 19 min 5 s 5 18 min 4 s 4 18 min 57 s 3 19 min 26 s 7   | 1 + 8 1 + 3 0 + 1 0 + 2 0 + 2  | + 1 min 32 s 9 |
| 8                  | Italie Dorothea Wierer Karin Oberhofer Lukas Hofer Dominik Windisch              | 1 h 15 min 56 s 4 17 min 52 s 0 19 min 8 s 7 19 min 24 s 2 19 min 31 s 5  | 0 + 15 0 + 1 0 + 6 0 + 5 0 + 3 | + 1 min 55 s 4 |
| 9                  | Biélorussie Nadezhda Skardino Iryna Kryuko Vladimir Chepelin Aliaksandr Darozhka | 1 h 16 min 10 s 1 18 min 1 s 2 18 min 49 s 5 19 min 36 s 1 19 min 43 s 3  | 0 + 1 0 + 0 0 + 1 0 + 0 0 + 0  | + 2 min 9 s 1  |
| 10                 | États-Unis Susan Dunklee Hannah Dreissigacker Lowell Bailey Sean Doherty         | 1 h 16 min 20 s 6 17 min 35 s 5 19 min 0 s 3 19 min 46 s 9 19 min 57 s 9  | 0 + 5 0 + 0 0 + 3 0 + 0 0 + 2  | + 2 min 19 s 6 |